# Asmate analogaria
Asmate analogaria är en fjärilsart som beskrevs av Rudolf Püngeler 1902. Asmate analogaria ingår i släktet Asmate och familjen mätare. Inga underarter finns listade i Catalogue of Life.